# Wihr (toponiem)
Het woorddeel wihr is een toponiem dat voor komt in de zuidelijke Elzas, in het Franse departement Haut-Rhin.
Het is afkomstig van het Latijnse villare, wat staat voor boerderij, landgoed en uiteindelijk gehucht of dorp. Dit werd gegermaniseerd tot willer, weiler, wat in de Haut-Rhin wihr werd. De Duitstalige namen van die plaatsen eindigen typisch op weier.

## Plaatsen
Plaatsen met het toponiem wihr:
- Ammerschwihr
- Appenwihr
- Bennwihr
- Bischwihr
- Ehnwihr (Bas-Rhin)
- Fortschwihr
- Gueberschwihr
- Holtzwihr
- Hunawihr
- Mittelwihr
- Niedermorschwihr
- Obermorschwihr
- Orschwihr
- Riedwihr
- Riquewihr
- Rorschwihr
- Stosswihr
- Wickerschwihr
- Wihr-au-Val
- Wihr-en-Plaine